# Músculo dilatador del iris
El músculo dilatador del iris, también llamado dilatador de la pupila, es un músculo que se encuentra en el interior del ojo y tiene la función de dilatar la pupila para aumentar la cantidad de luz que penetra en el globo ocular. Se encuentra situado en la parte posterior del iris y está constituido por fibras musculares lisas que se disponen de forma radial, su función está controlada por fibras nerviosas pertenecientes al sistema nervioso simpático. 
Proviene de tejido nervioso (ectoderma) por lo que realmente no será un músculo como tal si no un mioepitelio pigmentado. Está formado por células epiteliales muy largas con que poseen capacidad contráctil. 
La acción de este músculo se contrarresta por la del músculo esfínter del iris que tiene la función contraria, es decir disminuye el tamaño de la pupila. 